# Richard Meili
Richard Meili (28 de febrero de 1900 - 5 de julio de 1991) fue un científico de renombre internacional en psicología práctica, diagnóstico y desarrollo de la personalidad e inteligencia.

## Biografía
Meili estudió en las universidades de Jena, Berna y Berlín. En Berlín fue estudiante de Wolfgang Köhler y Kurt Lewin, (ambos proponentes de la psicología de la Gestalt) y también de Hans Rupp, profesor de psicología aplicada en el instituto de psicología.
De 1926 a 1941 fue asistente en el Instituto JJ Rousseau de la Universidad de Ginebra. Bajo la dirección de Edouard Claparède se desempeñó como conferenciante con su libro Recherches sur les formes de l’intelligence (Investigación sobre las formas de inteligencia) y se convirtió en el sucesor de Jean Piaget.
De 1942 a 1948 fue director del Instituto de Consejería Vocacional en Winterthur, Suiza.
En 1949 Meili fue nombrado jefe del nuevo Departamento de Psicología de la Universidad de Berna. Sus principales campos de interés fueron el diagnóstico, la resolución de problemas, el desarrollo de la personalidad, la enseñanza correctiva y la inteligencia. 
En 1953 fundó el Instituto de Psicología de la Universidad de Berna, donde impartió clases hasta su jubilación en 1970.

## Publicaciones principales
- Einführung in die psychologische Diagnostik (Introducción a las pruebas psicológicas) Publicado en 1937 (En lenguaje francés)
- Analytischer Intelligenztest, AIT, (Prueba Analítica de Inteligencia) Publicado en 1966
- Die Struktur der Intelligenz, (La estructura de la inteligencia) Publicado en 1981
- Anfänge der Charakterentwicklung, (Desarrollo de la personalidad temprana) Publicado en 1957
- Grundlagen der individuellen Persönlichkeitsunterschiede, (Fundamentos de los rasgos de la personalidad) Publicado en 1972